# Ulica Tadeusza Rejtana w Krakowie
Ulica Tadeusza Rejtana – ulica w Krakowie, w dzielnicy XIII Podgórze, w Podgórzu.
Łączy ulicę Legionów Józefa Piłsudskiego z ulicą Władysława Wareńczyka, placem Emila Serkowskiego oraz plantami im. Floriana Nowackiego. Jest jednojezdniowa.

## Historia
W XVIII wieku w miejscu dzisiejszej ulicy przebiegała droga będąca częścią trasy prowadzącej do przewozu na Wiśle. Pod koniec XIX wieku ulica została wytyczona i wtedy też otrzymała swoją obecną nazwę dla upamiętnienia Tadeusza Rejtana, posła województwa nowogródzkiego na Sejm Rozbiorowy w Warszawie.

## Zabudowa
- ul. Tadeusza Rejtana 5 – kamienica. Projektował Władysław Wilczyński, 1910–1911.
- ul. Tadeusza Rejtana 7 – kamienica, 1895–1896.
- ul. Tadeusza Rejtana 8 – kamienica, 1897–1898.
- ul. Tadeusza Rejtana 10 – kamienica, 1898.
- ul. Tadeusza Rejtana 12 (ul. Władysława Wareńczyka 12) – kamienica. Projektował Zygmunt Luks, ok. 1895.
- ul. Tadeusza Rejtana 15 (ul. Władysława Wareńczyka 10) – kamienica. Projektował Ignacy Tislowitz, 1911–1912[a].

Opracowano na podstawie źródła: Gminnej ewidencji zabytków – Kraków.

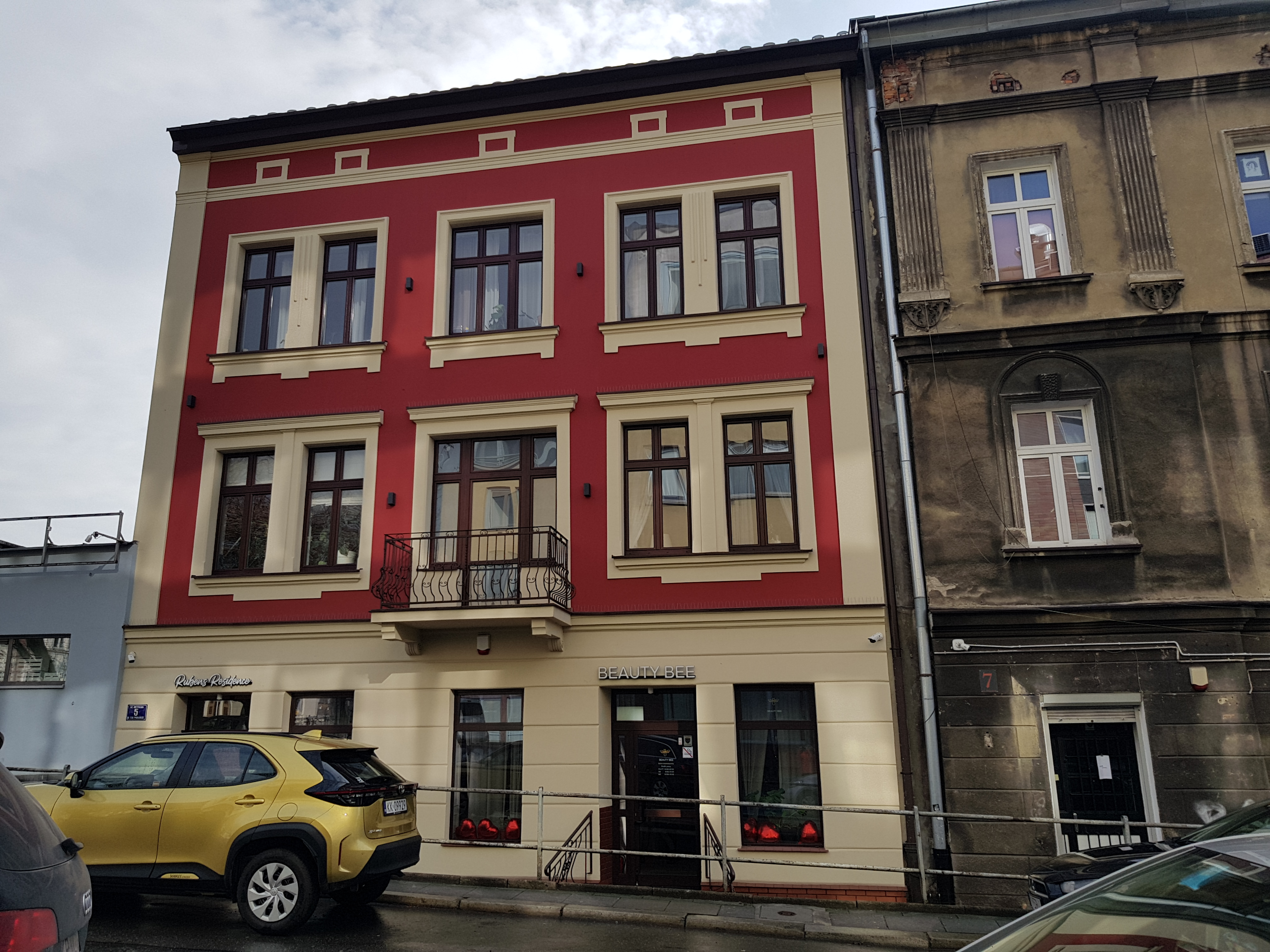
ul. Jana Długosza 5 (XIX w.)
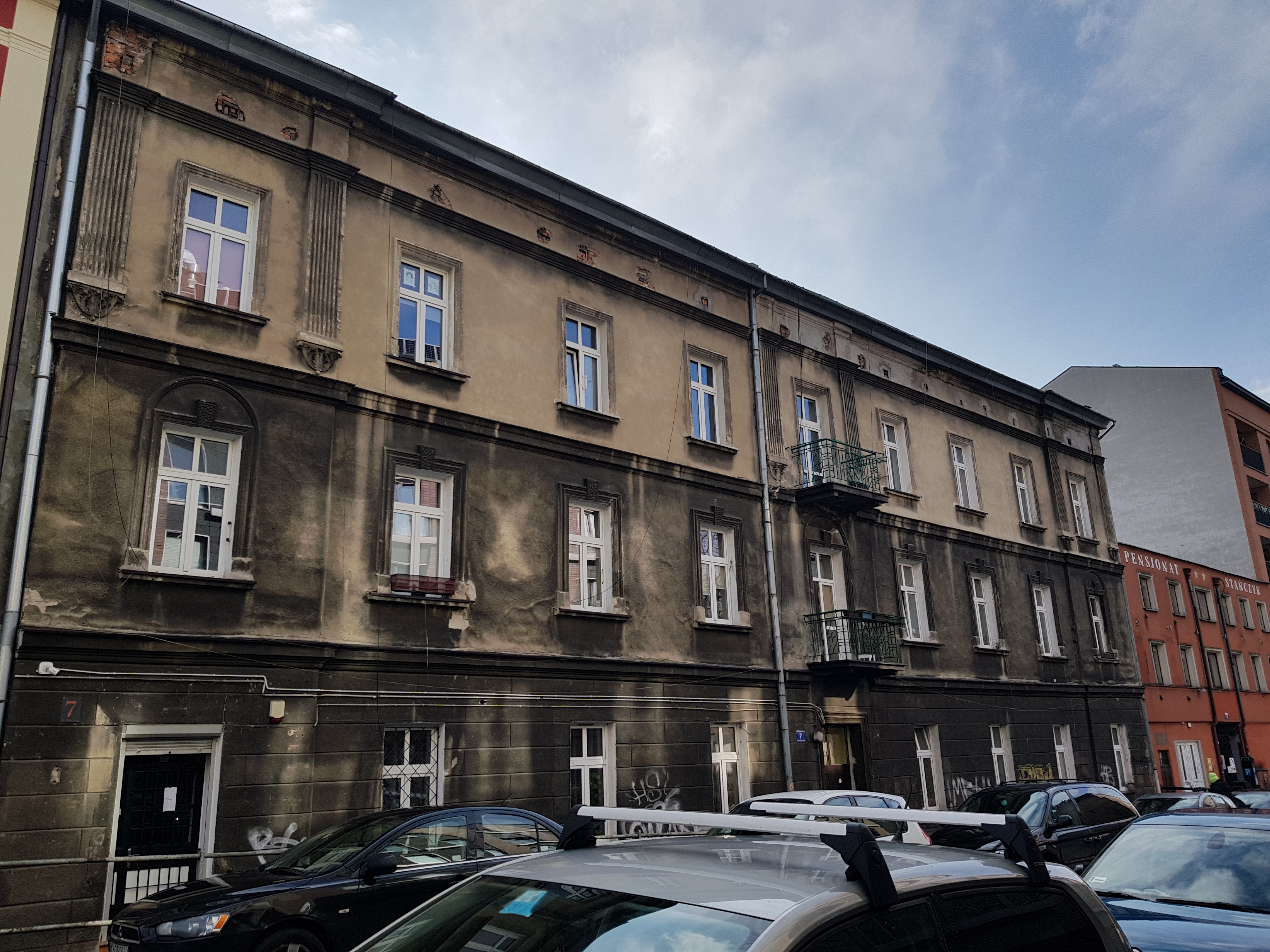
ul. Jana Długosza 7 (proj. Józef Taborski, ok. 1890)
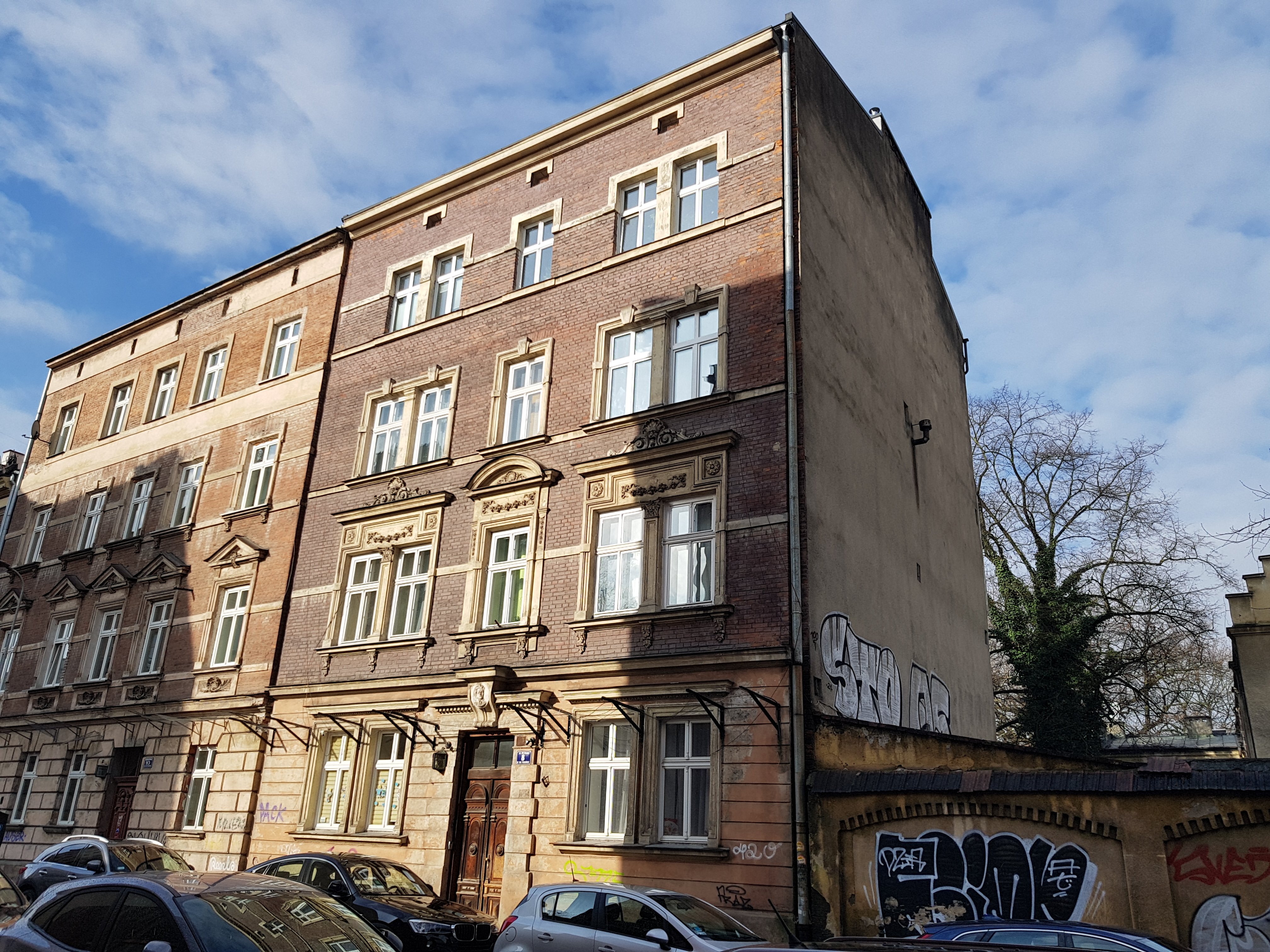
Kamienica, ul. Jana Długosza 8
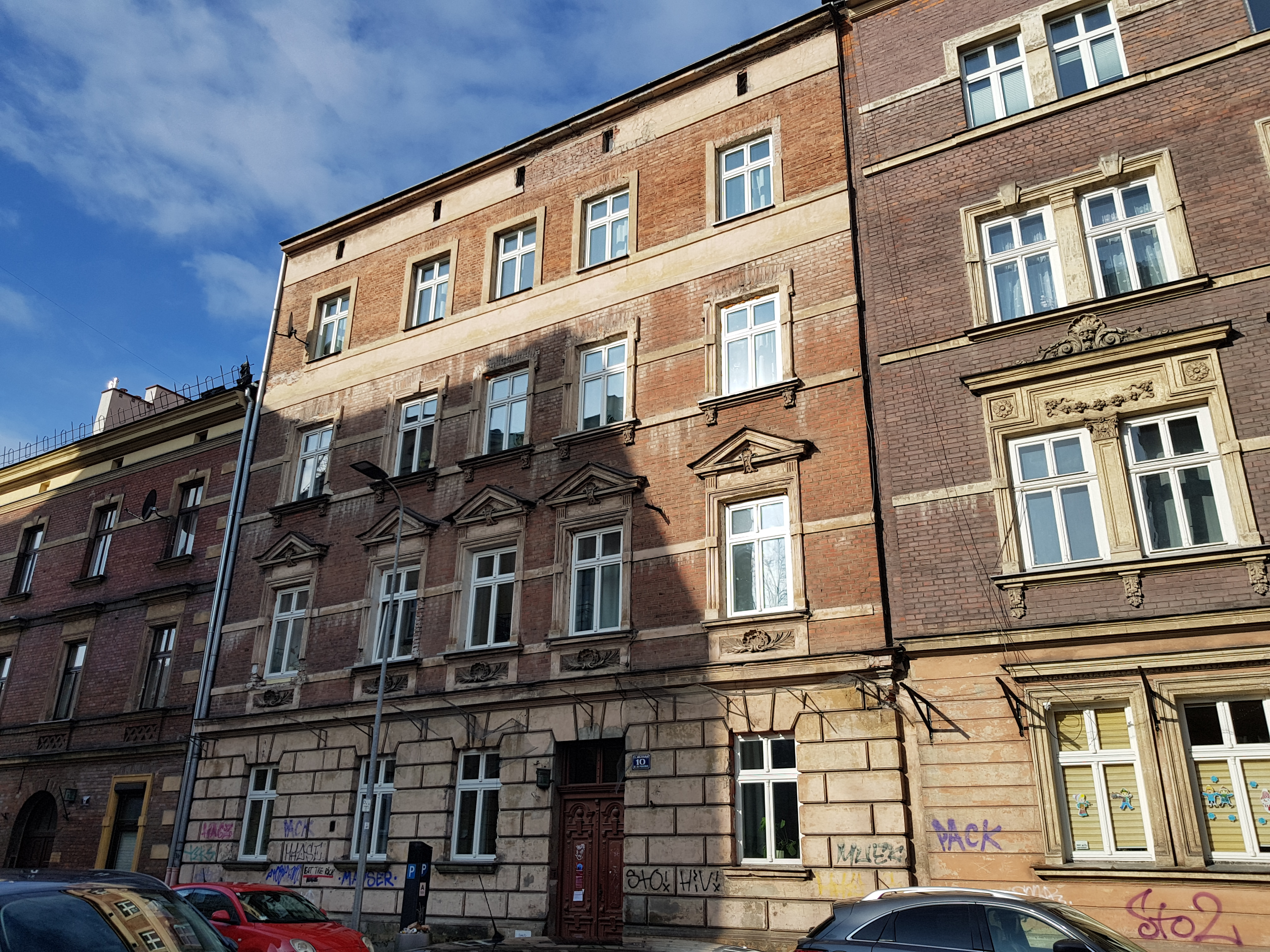
ul. Jana Długosza 10 (XX w.)
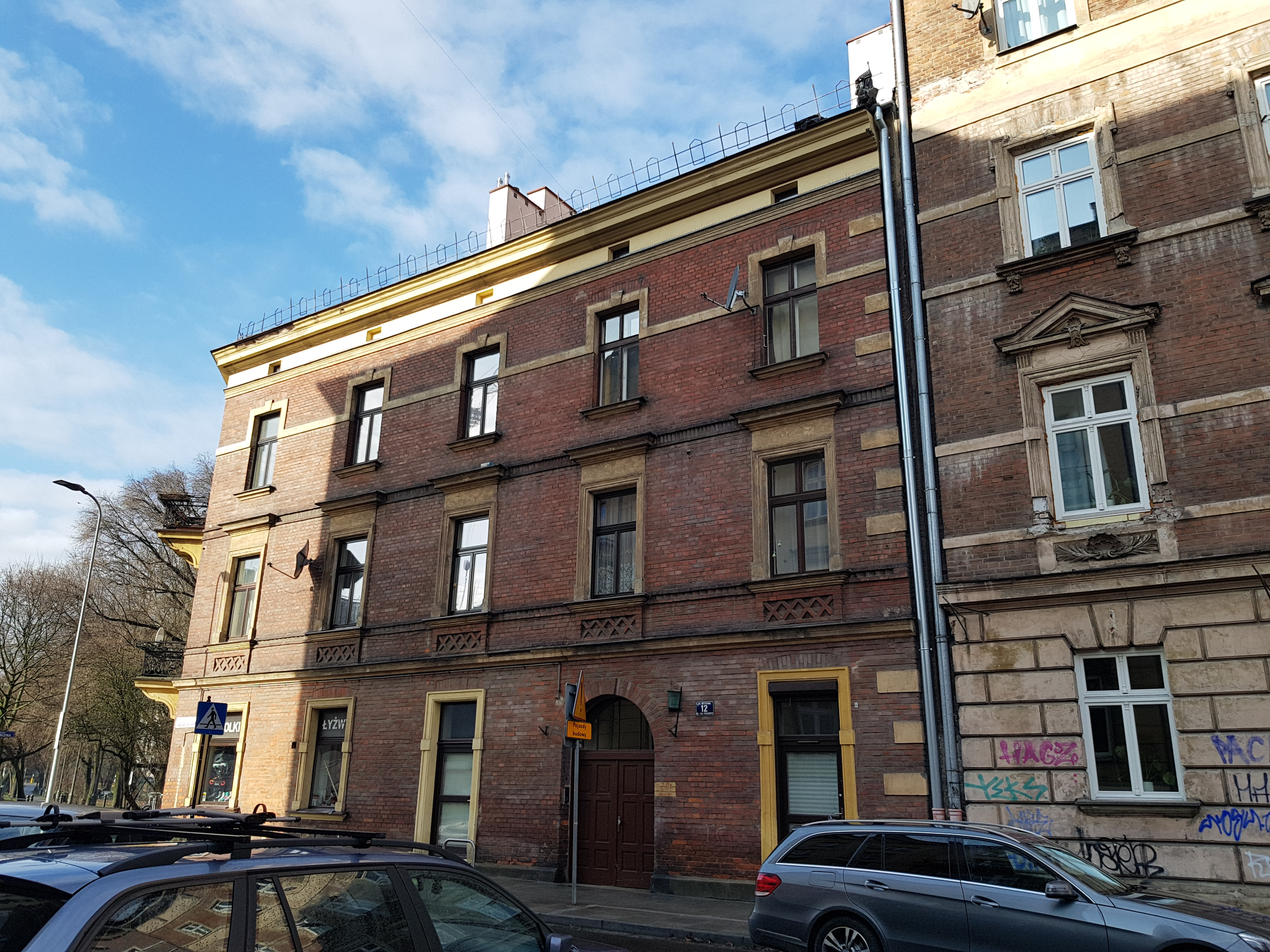
ul. Jana Długosza 12 (proj. Jan Grzybiński, 1911–1912)